# 震怒之日

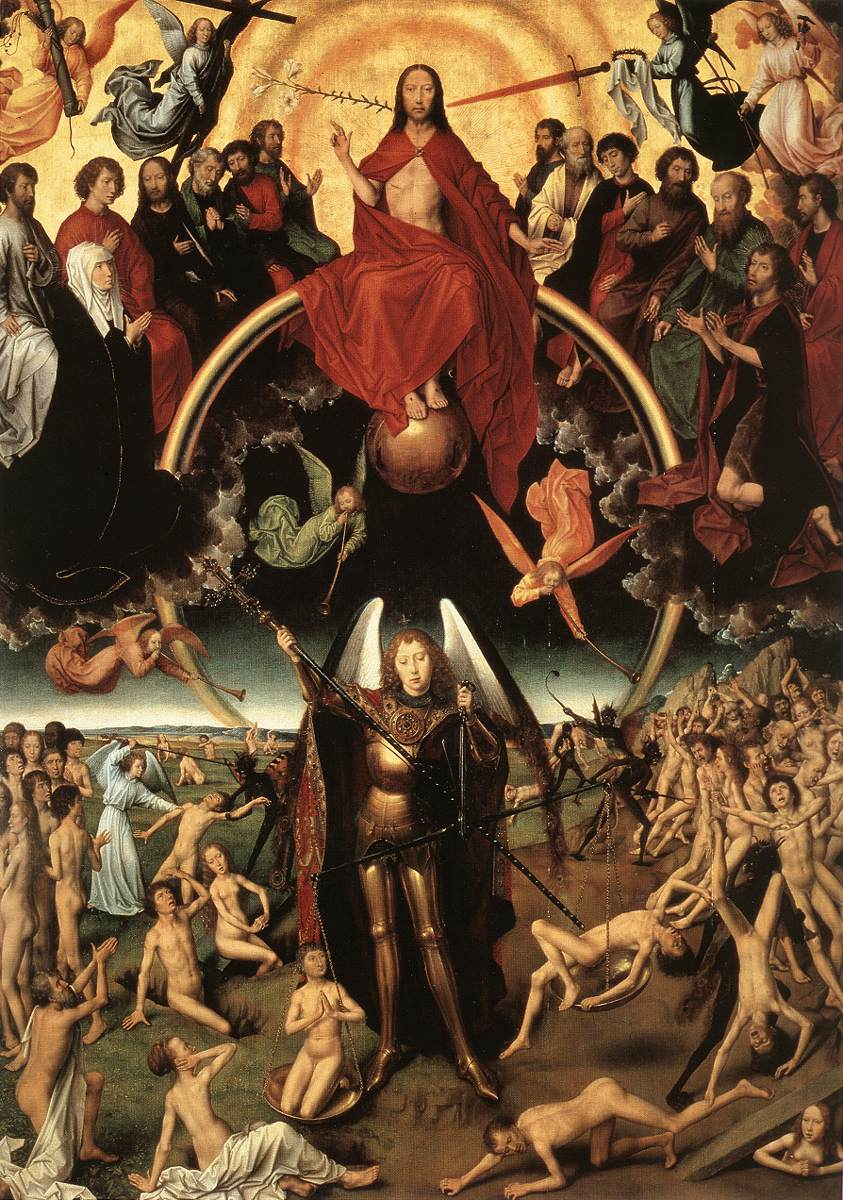
漢斯·梅姆林的三聯畫《最后的审判》(c。 1467 –1471)

《震怒之日》（拉丁語：Dies irae，拉丁語發音：[ˈdi.ɛs ˈi.rɛ]），亦可稱作《末日經》，是一首天主教的繼敘經，收錄於《常用歌集》內。

## 歷史
《常用歌集》雖然是19世紀後期所出版的歌集，但部份曲調可以追朔至11世紀，而音樂學者大致也認定《震怒之日》可能早至7世紀編纂《葛麗果聖歌》時或已經出現，因為其歌詞採用了中世紀拉丁語的詩歌形式所寫成，以描寫最後的審判時，上主的號角聲將所有已亡的人類靈魂召喚及進行審判，以決定最終各人的得救與否，歌詞中特別提及不能通過審判的，將會被扔在地獄內，受着永火的懲罰。
後來，天主教的追思禮儀中，把《震怒之日》加入在內，以宣示天主將對人死後作出審判的宣示，而在聖公宗的公禱書中也有收錄《震怒之日》。

## 歌詞
| 序号 | 拉丁文原文                                                                                 | 現代中文翻譯                                               | 明代譯本《彌撒經典》中的中文翻譯                |
| ---- | ------------------------------------------------------------------------------------------ | ---------------------------------------------------------- | ----------------------------------------------- |
| 01   | Dies iræ, dies illa Solvet sæclum in favilla, Teste David cum Sibylla.                     | 依照大衛與女先知， 預告世界將歸燼灰， 那天真是主震怒日期！ | 世界燬日，哀哉凶哉， 達未德王，童女共證。       |
| 02   | Quantus tremor est futurus, Quando Judex est venturus, Cuncta stricte discussurus!         | 審判大主降臨之時， 追問一切清算無遺， 我心我靈將顫慄無比。 | 審判生死，下降之時， 詳詢徳慝，顫慄至哉！       |
| 03   | Tuba mirum spargens sonum, Per sepulchra regionum, Coget omnes ante thronum.               | 號筒響逼四方八極， 死過眾生起自墓穴， 向判主座前都來聚集。 | 吹號嚴響，四方八極， 墓中蒼生，座前雲集。       |
| 04   | Mors stupebit et natura, Cum resurget creatura, Judicanti responsura.                      | 善者惡者都要復生， 前往判主答覆鞫訊， 死與體質將不勝怖驚！ | 靈復原身，答主判訊， 死也性也，不勝驚駭！       |
| 05   | Liber scriptus proferetur, In quo totum continetur, Unde mundus judicetur.                 | 那時展開案卷巨冊， 其中紀錄詳細明白， 全關審判普世的事迹。 | 將啓巨册，一一詳録， 生靈善惡，各被判斷。       |
| 06   | Judex ergo cum sedebit, Quidquid latet apparebit: Nil inultum remanebit.                   | 判主在座秋毫明察， 一切隱密顯露透骨， 斷無一罪能逃脫譴罰。 | 審判者主，威嚴座位， 諸慝顯然，無一逃鑒。       |
| 07   | Quid sum miser tunc dicturus? Quem patronum rogaturus, Cum vix justus sit securus?         | 那時義者也難安心， 嗟我罪人何可訴陳， 將呼何人作我的護身？ | 孑然一人，夫復何言， 義人不穏，求誰保主？       |
| 08   | Rex tremendæ majestatis, Qui salvandos salvas gratis, Salva me, fons pietatis.             | 祢是赫赫威嚴君王， 凡蒙救者由祢恩賞， 仁慈之源請救我勿忘。 | 皇皇巍巍，仁慈之泉， 惠然福人，伏乞救吾！       |
| 09   | Recordare, Jesu pie, Quod sum causa tuæ viæ: Ne me perdas illa die.                        | 至慈耶穌求祢記憶， 為著救我曾來猶國， 切勿在那日把我殄滅。 | 慈主耶穌，憶念吾為， 爾路之故，末日勿亡。       |
| 10   | Quærens me, sedisti lassus: Redemisti Crucem passus: Tantus labor non sit cassus.          | 主為覓我奔走碌碌， 被釘苦架把我救贖， 望此苦楚切勿無結局。 | 昔爾覓吾，疲倦歇息， 釘死救贖，勿辜爾楚。       |
| 11   | Juste Judex ultionis, Donum fac remissionis, Ante diem rationis.                           | 主的判決公正不偏， 求祢容我清算日前， 蒙受洪恩而恕免罪愆。 | 至公之主，福善禍惡， 審判之先，乞賜罪赦。       |
| 12   | Ingemisco, tamquam reus: Culpa rubet vultus meus: Supplicanti parce, Deus.                 | 我如罪犯揮淚憂惔， 因著罪愆滿面羞慚， 懇求祢寬恕我的不堪。 | 負罪罪人，呻呼龥天， 満面羞慚，伏祈赦吾。       |
| 13   | Qui Mariam absolvisti, Et latronem exaudisti, Mihi quoque spem dedisti.                    | 瑪達肋納偕同右盜， 得祢寬恕與祢和好， 勿使我失却祢的依靠。 | 昔瑪利亞，蒙爾大赦， 盜賊亦然，賜予有望。       |
| 14   | Preces meæ non sunt dignæ; Sed tu bonus fac benigne, Ne perenni cremer igne.               | 我的祈禱實屬不堪， 仗祢仁慈邀祢容涵， 請救我于永火的難關。 | 予祈匪虔，望爾垂憐， 勿令予靈，曁身永燬。       |
| 15   | Inter oves locum præsta. Et ab hædis me sequestra, Statuens in parte dextra.               | 綿羊羣內請給我位， 從山羊中把我引退， 請將我置于祢的右隊。 | 望爾使予，入綿羊棧， 別於山羊，置之右側。       |
| 16   | Confutatis maledictis, Flammis acribus addictis, Voca me cum benedictis.                   | 祢使魔羣慚愧懾服， 又把他們投諸永獄， 請招我享善人的永福。 | 已遂禍種，永入猛火， 使予偕善，永享真福。       |
| 17   | Oro supplex et acclinis, Cor contritum quasi cinis, Gere curam mei finis.                  | 向祢哀懇伏地顫慄， 因著痛悔我心碎裂， 求祢垂顧于我的末日。 | 予身伏地，心痛悚懼， 祈爾俯憐，永日護予。       |
| 18   | Lacrimosa dies illa, Qua resurget ex favilla, Judicandus homo reus. Huic ergo parce, Deus: | 罪犯復活起自土塵， 應受審判到主法庭， 真是悲慘日期的臨身。 | 火中蒼生，將復原體， 聽主審判，凶哉彼日！       |
| 19   | Pie Jesu Domine, Dona eis requiem. Amen.                                                   | 吾主耶穌仁慈無匹， 請給罪犯寬恕憐恤， 並求祢賜與他們安息。 | 祈望天主，赦眾夙犯。 耶穌惻憫，息止安所。亞孟。 |

## 應用

### 音樂

#### 藝術音樂
18世紀
- 约瑟夫·海顿，第103號交響曲，1795年

19世紀
- 埃克托·柏辽兹，《幻想交響曲》，作品14，1830年
- 夏尔-瓦朗坦·阿尔康，〈死亡〉，作品15之3，1837年
- 柏辽兹，安魂曲，作品5，1837年
- 李斯特·费伦茨，《死之舞》，1849年
- 夏尔·古诺，《浮士德》（第4幕），1859年
- 儒勒·马斯内，神劇《伊芙》，1874年
- 卡米耶·聖桑，安魂曲，1878年
- 彼得·柴可夫斯基，第3號組曲，1884年
- 约翰内斯·勃拉姆斯，E♭小調間奏曲，作品118之6，1893年
- 古斯塔夫·馬勒，第2號交響曲
- 谢尔盖·拉赫玛尼诺夫
  - 第1號鋼琴協奏曲，作品1，1891年
  - 第1號交響曲，作品13，1895年

20世紀
- 谢尔盖·拉赫玛尼诺夫
  - 第2號組曲，作品17，1901年
  - 第2號交響曲，作品27
  - 第1號鋼琴奏鳴曲，1908年
  - 《死之島》，作品29，1908年
  - 第4號鋼琴協奏曲，作品40，1926年
  - 帕格尼尼主題狂想曲，作品43，1934年
  - 交響舞曲，作品45，1940年
- 亚历山大·格拉祖诺夫，詼諧曲，作品79之2，1902年
- 古斯塔夫·霍尔斯特，《土星》，作品32之5
- 欧仁·伊萨伊，第2號小提琴奏鳴曲，作品27之2
- 阿蒂尔·奥涅格，《死之舞》，1938年
- 欧内斯特·布洛赫，交響組曲，1944年
- 阿拉姆·哈恰圖良，第2號交響曲，1944年

21世紀
- 托马斯·阿德斯，《死之舞》，2013年

#### 其他
- Robert Sheldon: "Killyburn Brae" from A Longford Legend Opus 58

### 電影
- 《星際大戰四部曲：曙光乍現》，1977年